# Мак-Лейн (округ, Северная Дакота)
Мак-Лейн (англ. McLean) — округ, расположенный в штате Северная Дакота, США. Официально образован в 1883 году. По состоянию на 2013 год, численность населения составляла 9517 человек.

## География
По данным Бюро переписи США, общая площадь округа равняется 6 029,526 км2, из которых 5 464,905 км2 — суша, и 218,000 км2, или 9,370 % — это водоемы.

## Население
По данным переписи населения 2000 года в округе проживает 9311 жителей в составе 3815 домашних хозяйств и 2712 семей. Плотность населения составляет 2,00 человека на км2. На территории округа насчитывается 5264 жилых строения, при плотности застройки около 1,00-го строения на км2. Расовый состав населения: белые — 92,52 %, афроамериканцы — 0,02 %, коренные американцы (индейцы) — 5,95 %, азиаты — 0,12 %, гавайцы — 0,01 %, представители других рас — 0,19 %, представители двух или более рас — 1,18 %. Испаноязычные составляли 0,87 % населения независимо от расы.
В составе 29,30 % из общего числа домашних хозяйств проживают дети в возрасте до 18 лет, 62,30 % домашних хозяйств представляют собой супружеские пары, проживающие вместе, 5,60 % домашних хозяйств представляют собой одиноких женщин без супруга, 28,90 % домашних хозяйств не имеют отношения к семьям, 26,60 % домашних хозяйств состоят из одного человека, 14,30 % домашних хозяйств состоят из престарелых (65 лет и старше), проживающих в одиночестве. Средний размер домашнего хозяйства составляет 2,40 человека, и средний размер семьи 2,88 человека.
Возрастной состав округа: 23,80 % — моложе 18 лет, 5,10 % — от 18 до 24, 22,70 % — от 25 до 44, 27,90 % — от 45 до 64, и 27,90 % — от 65 и старше. Средний возраст жителя округа — 44 года. На каждые 100 женщин приходится 98,20 мужчин. На каждые 100 женщин старше 18 лет приходится 97,60 мужчин.
Средний доход на домохозяйство в округе составлял 32 337 USD, на семью — 39 604 USD. Среднестатистический заработок мужчины был 32 376 USD против 18 224 USD для женщины. Доход на душу населения составлял 16 220 USD. Около 10,40 % семей и 13,50 % общего населения находились ниже черты бедности, в том числе — 17,30 % молодежи (тех, кому ещё не исполнилось 18 лет) и 12,90 % тех, кому было уже больше 65 лет.